# Makoto Okiguchi
Makoto Okiguchi (Osaka, 22 de novembro de 1985) é um ginasta japonês que compete em provas de ginástica artística.
Makoto fez parte da equipe olímpica japonesa que disputou os Jogos Olímpicos de Pequim, em 2008. Neles, fora membro da equipe vice-campeã por equipes, superado pela nação anfitriã.